# Ottoburch

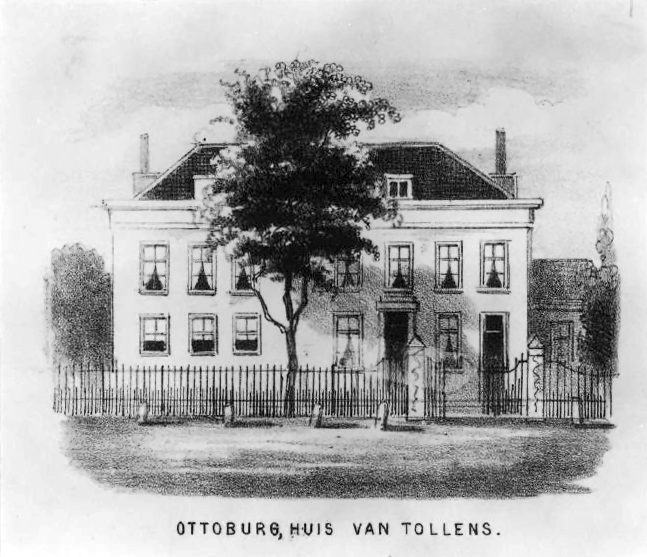
Ottoburg in 1855 (Mensing)

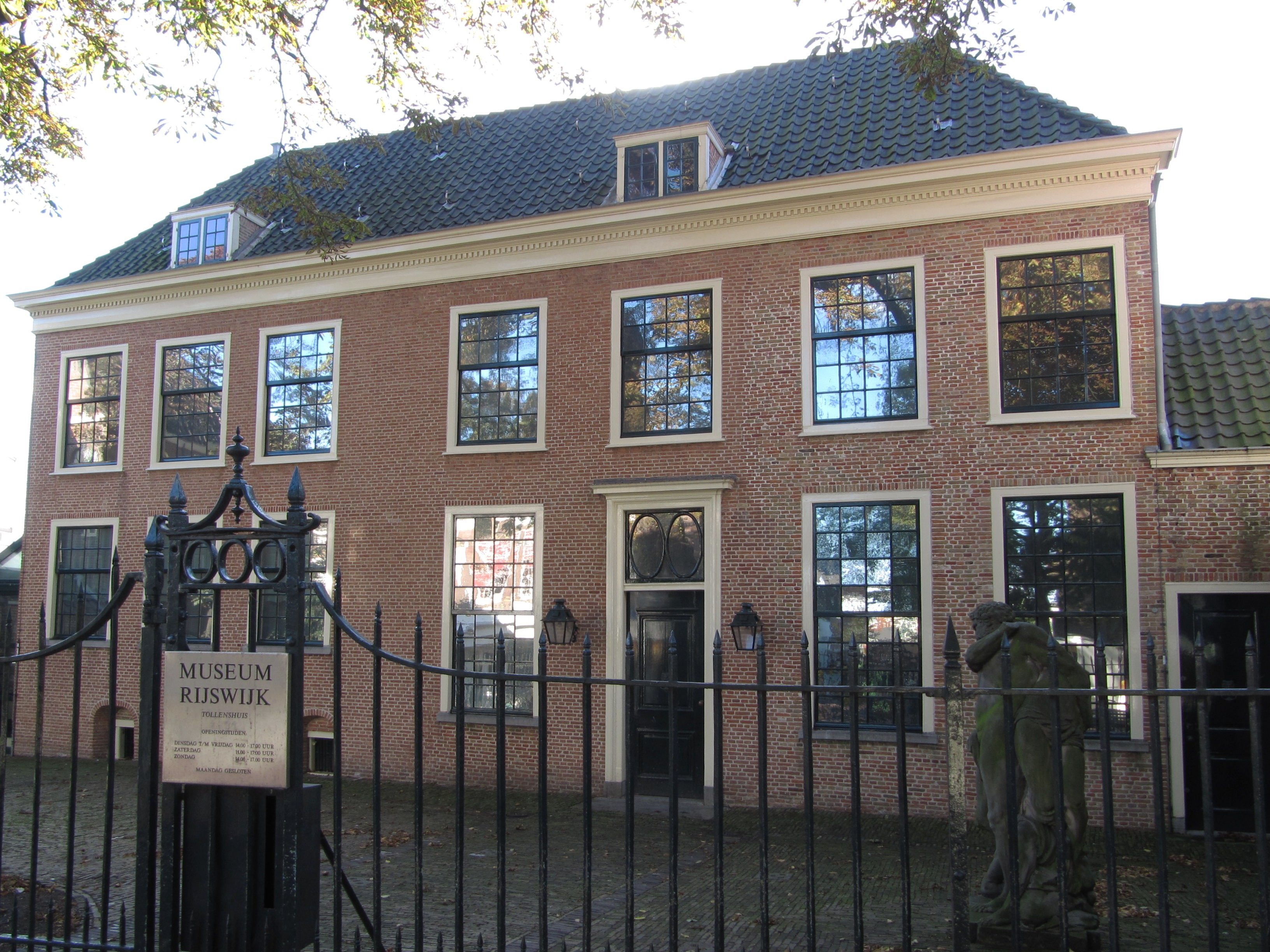
Ottoburch in 2010

Ottoburch, tegenwoordig Tollenshuis, was een buitenplaats in de Nederlandse plaats Rijswijk (provincie Zuid-Holland).
De eerste vermelding is van 1546; Jan Pijns kreeg toestemming om op het terrein van de latere Ottoburch bomen te planten.
In 1714 werd in het testament van Cornelis de Jonge van Ellemeet gesproken over de hofstede Ottoburch met 26 morgen land. Het herenhuis, zoals dat nu nog bestaat, werd in 1793 gebouwd. De dichter Hendrik Tollens woonde van 1846 tot 1856 in het huis en daarom heet het tegenwoordig het Tollenshuis. Het huis is ook een trouwlocatie van de gemeente Rijswijk.

## Museum Rijswijk
Het Museum Rijswijk is sinds 1957 in het herenhuis gevestigd. Naast historische (kunst)voorwerpen, worden hier een collectie afbeeldingen, gevelstenen en beeldhouwwerken tentoongesteld. In 1994 werd naast het huis een expositievleugel gebouwd. Hier worden de tijdelijke tentoonstellingen gehouden. Op de eerste verdieping worden voorwerpen geëxposeerd die betrekking hebben op de Vrede van Rijswijk en op de dichter Tollens. Het Rijswijks Historisch Informatiecentrum bevindt zich ook op deze etage. Aan de achterzijde van het huis is een toegang tot het terras en tot de grote tuin met tal van inheemse planten.
Sedert 1994 organiseert het Museum Rijswijk de internationale Papier Biënnale Rijswijk en sinds 2012 vindt er in het museum ook de Rijswijk Textiel Biënnale plaats.